# روز أوسبورن
روز أوسبورن (بالإنجليزية: Rose Osborne)‏ هي دراجة بريطانية، ولدت في 19 فبراير 1990.

## وصلات خارجية
- روز أوسبورن على موقع الاتحاد الدولي للدراجات (الإنجليزية)
- روز أوسبورن على موقع إحصائيات الدراجات الإحترافية (الإنجليزية)
- روز أوسبورن على موقع نسبة الدراجات (الإنجليزية)